# ناتالی ساروت
ناتالی ساروت (به فرانسوی: Nathalie Sarraute)‏ (۱۸ ژوئیه ۱۹۰۰ در ایوانوفو، روسیه - ۱۹اکتبر ۱۹۹۹ در پاریس، فرانسه) حقوق‌دان، رمان نویس و نظریه‌پرداز ادبی یهودی فرانسوی‌زبان بود.
ساروت یکی از برجسته‌ترین نویسندگان مکتب رمان نو در فرانسه است. اثر تئوریک او عصر بدگمانی (۱۹۵۶) در کنار کتاب درباره رمان نو نوشته آلن رب‌گریه مانیفست این مکتب شمرده می‌شوند.

## زندگی
ناتالی در خانواده یهودی روشنفکری در ایوانوفو شهری در ۳۰۰ کیلومتری شمال‌شرقی مسکو به دنیا آمد. پدرش شیمیدان و مادرش نویسنده بود. با جدایی پدر و مادرش دوران کودکی او در روسیه و فرانسه گذشت. در ۱۹۰۹ همراه پدر خود به پاریس رفت و در دانشگاه سوربن (حقوق و ادبیات)، در دانشگاه آکسفورد (تاریخ) و در برلین (جامعه‌شناسی) خواند.

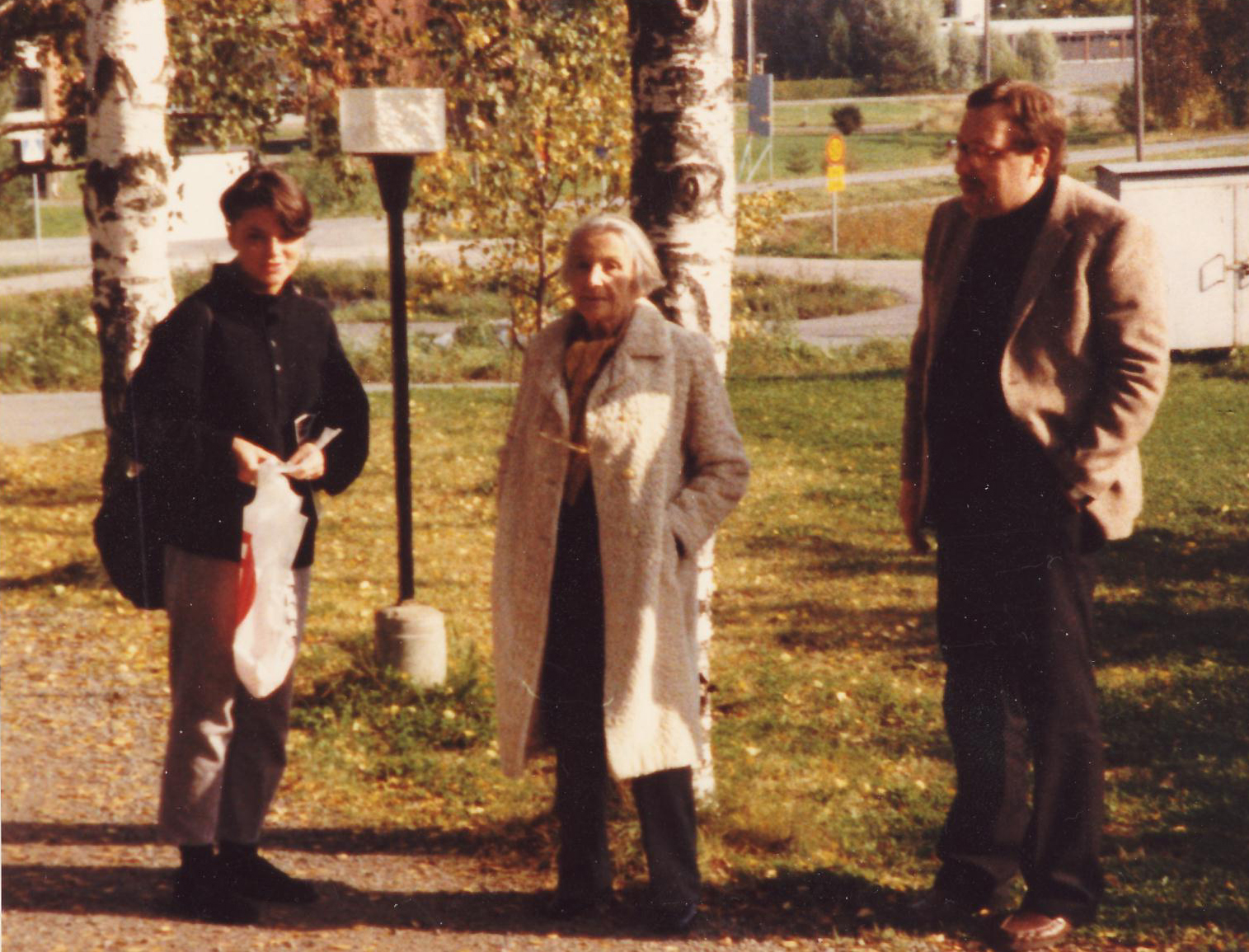
ناتالی ساروت نفر وسط

او در ۱۹۲۵ با وکیلی به نام رمون ساروت ازدواج کرد. در ۱۹۴۱ با اشغال پاریس توسط نازی‌ها مجبور شد به‌طور مخفیانه زندگی کند و از همسرش جدا شود.
با پایان جنگ جهانی دوم او و همسرش زندگی خود را از سر گرفتند و ناتالی به شکل جدی‌تری نویسندگی را دنبال کرد.

## سبک
ساروت در داستانهای خود همواره به دنبال کشف واقعیت روان‌شناختی نهفته در ورای مکالمات و رویدادهای روزمره است. عدم استفاده از پیرنگ داستانی محکم و بی‌توجهی به شخصیت پردازی نوشته‌های او را دیرفهم و سنگین کرده‌است. در آثار او بینشی شاعرانه، طنزآمیز و رنج‌آور از زندگی به چشم می‌خورد.

## آثار
تعدادی از مهم‌ترین رمان‌های ناتالی ساروت:
- ۱۹۴۸ - تصویر مردی ناشناس Portrait d’un inconnu
- ۱۹۶۳ - میوه‌های زرین les Fruits d'or
- ۱۹۶۸ - میان مرگ و زندگی Entre la vie et la mort
- ۱۹۷۲ - صدایشان را می‌شنوید؟ Vous les entendez?